# José Cornelio Muñoz

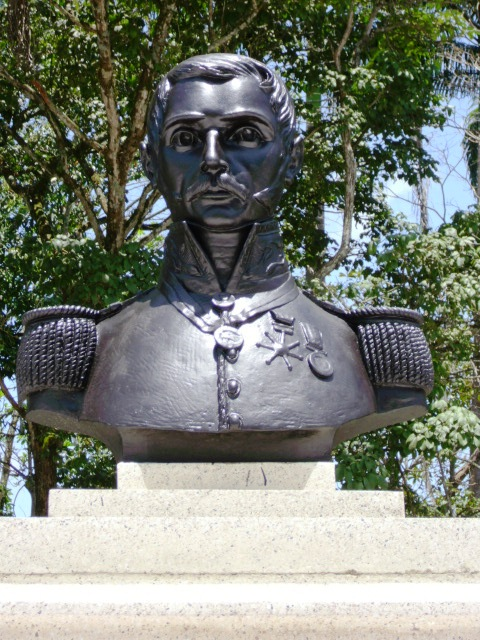
Estatua a José Cornelio Muñoz, ubicada en el Paseo del Triunfo, Campo de Carabobo, Venezuela.

José Cornelio Muñoz (San Vicente, Estado Apure, 1794 - Ciudad Bolívar, Estado Bolívar, 25 de junio de 1849) fue un militar y político venezolano, uno de los más importantes coroneles del ejército venezolano en la Guerra de Independencia. Actualmente es considerado prócer histórico de Venezuela y su estatua se encuentra en el Monumento Histórico Nacional Campo de Carabobo.

## Inicios
Hijo de Francisco Muñoz y Juana de Silva, Muñoz creció en la ciudad apureña de Achaguas. Tuvo varios hijos con su segunda esposa Bárbara Ledezma, hija de Manuel Ledezma y Juana Alfonzo.

## Carrera militar
Desde 1813 tomó las armas por la República y a la pérdida de ésta en el año 1814 emigró a la Nueva Granada. Todavía soldado se batió el 31 de octubre de 1815 en Chire, triunfo del General Joaquín Ricaurte Torrijos y del Comandante Miguel Guerrero, contra Sebastián de La Calzada. Pasó con José Antonio Páez al Estado Apure y en el año 1816 combatió en las batallas de Palmarito y Mata de la Miel, triunfos del 2 y el 16 de febrero contra el Comandante Vicente Peña y el Coronel Francisco López; el 16 de junio en Paso del Frío triunfó contra el mismo López.
En el año 1817 fue uno de los vencedores en la Batalla de Mucuritas contra el General Miguel de la Torre, el 28 de enero. 
El 6 de febrero de 1818 fue uno de los asaltadores en la Toma de las Flecheras Españolas en el Paso del Diamante, en el Río Apure con el Libertador Simón Bolívar.
Estuvo en el asalto al General español Pablo Morillo y Morillo frente a Calabozo, el 12 de febrero de 1818; y el día 16 fue uno de los rechazados en El Sombrero, Estado Guárico. De nuevo con Paéz combatió contra el Comandante José María Quero en La Enea, Biruaca, y El Negro (Edo. Apure).
Actuó también el 26 de marzo en Ortiz entre Bolívar y La Torre y el 2 de mayo contra el mismo La Torre que sufrió Páez en Ortiz.
En 1819, combate en Cañafístola triunfando contra el general Francisco Tomás Morales, el 11 de febrero y con Simón Bolívar el 27 de marzo en el Trapiche de Gamarra donde fueron rechazados por el Coronel Pereira.
.El 20 de julio en la victoria de La Cruz contra Durán.

## Participación en la Batalla de las Queseras del Medio
El 2 de abril de 1819 participó en la batalla de Las Queseras del Medio, fue jefe de una de las siete columnas que organizó José Antonio Páez y que consolidó el triunfo contra Pablo Morillo. 

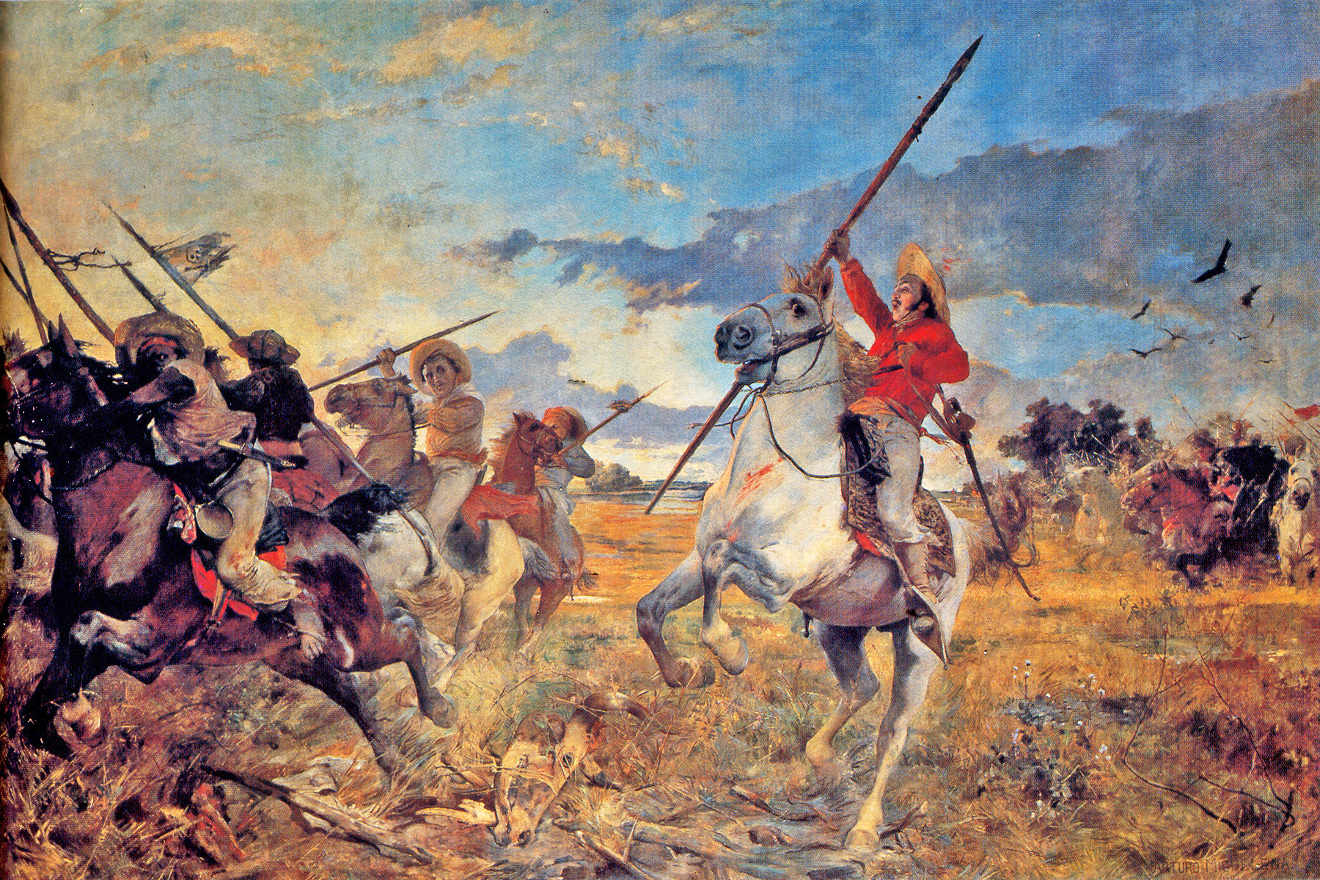
Arturo Michelena, "Vuelvan Caras".

## Participación en la Batalla de Carabobo
Ya coronel y Jefe del Regimiento de Honor del General José Antonio Páez participa en la Batalla de Carabobo, decisiva para la Independencia de Venezuela, la cual ocurrió el 24 de junio de 1821, siendo vencedores a las órdenes de Simón Bolívar contra el ejército realista del mariscal Miguel de la Torre. 

Por sus méritos en esta batalla fue ascendido a General de Brigada por Simón Bolívar mediante un decreto. Después de la Batalla de Carabobo volvió a su Apure natal donde fue recompenzado con tierras, tal como dejó plasmado José Antonio Páez en su biografía:
"Después del triunfo de la Independencia, los hatos de la Provincia de Apure se habían repartido entre los valientes guerreros de aquel ejército que allí enterró con sus lanzas el despotismo español: de este modo recompensó la patria sus servicios, interesandolos al mismo tiempo en la prosperidad del territorio que habían conquistado heróicamente y defendido palmo a palmo con un valor y constancia a toda prueba. Allí pues tenía sus propiedades Cornelio Muñoz, bizarro jefe de mi antigua guardia", Páez, José Antonio (1869). «XXVI». Autobiografía del General José Antonio Páez. Imprenta de Hallet y Breen. p. 299. Consultado el 08/06/2019

## Enfrentamiento y victoria ante Páez en la Batalla de los Araguatos
El general José Antonio Páez tomó como pretexto para alzarse en armas contra el Presidente José Tadeo Monagas los sucesos del 24 de enero de 1848, en que turbas armadas tomaron por asalto el Congreso Nacional, dando muerte a varios representantes conservadores. Magallanes nos dice:
"no podría calificarse de temeraria la afirmación de que Páez armaba un plan conspirativo mucho antes de la reunión del Congreso. De otro modo, no se justifica la preaución de dejar a su familia prácticamente asilada en la Legación Francesa. Ni que hubiere tomado la vía de Calabozo para ir a Colombia, demorando intencionadamente su paso por los pueblos, para establecer contacto y alertar a sus oficiales, partidarios y amigos".
De Calabozo se moviliza Páez hacia a Apure, llegando a San Fernando el día 20 de febrero. Dejó aquí al General Carlos Soublette, su Jefe De Estado Mayor General, y tomó la vía de Apurito, lugar hacia donde se había retirado el General José Cornelio Muñoz, su compañero y compadre de anteriores jornadas, quién ahora se presentaba en el bando contrario. Dados sus vínculos de amistad con Muñoz, afirmados durante muchos años de convivencia en campaña, Páez aspira a parlamentar con él para pedirle se coloque a su lado. A tal efecto envía a Ramón Palacios y Miguel Cousin, amigos comunes, para proponerle una entrevista, pero Muñoz contestó negativamente e hizo saber a los comicionados que si Páez no se retiraba o tomaba otro camino se vería precisado - Con todo lo doloroso que le sería el suceso - abatirlo del modo a que hubiere lugar, prometiéndoles que no lo atacaría a mansalva. En el sitio de Cambero recibió Páez la respuesta de Muñoz, y no hubiendo más alternativa, avanzó hasta el Hato de Guerrero, Muñoz estaba en Los Cocos, el 10 de marzo de 1848, a las diez de la mañana, se encontraron en el Banco de los Araguatos (Jurisdicción del actual Municipio El Yagual. "Se trabó el choque más horroroso que mis ojos habían visto - dice Muñoz en el parte -, superior aún a los que presenciamos en la época de la independencia" y Páez atribuye su derrota a la debilidad del jefe de uno de sus escuadrones, seguido de sus soldados, los cuales obstaculizaron la acción de los batallones que iban detrás. Y envueltos todos en la polvareda que levantaban los caballos se encontraron confundidos y en desorden.
Páez tuvo que huir y refugiarse en territorio neogranadino. Como consecuencia de esta acción, sus adversarios políticos intentaron ridiculizarle llamándole «El Rey de Los Araguatos».

## Reconocimiento y honores
- En el Estado Apure existe un municipio con su nombre: Municipio Muñoz, cuya capital es la ciudad de Bruzual.
- En el Monumento Histórico Nacional Campo de Carabobo se encuentra su estatua con su figura junto a las estatuas de los principales protagonistas patriotas de este episodio histórico venezolano.
- En Bruzual, [Estado Apure] existe el Puente General de División José Cornelio Muñoz, que conecta este estado con el Estado Barinas.
- En Bruzual Estado Apure; se encuentra un busto en su honor y la plaza se llama José Cornelio Muñoz y está ubicada específicamente en el Sector Villa Bruzual I de la Parroquia Bruzual Municipio Muñoz Estado Apure específicamente al frente de la UPEL.